# Přeloučský tank

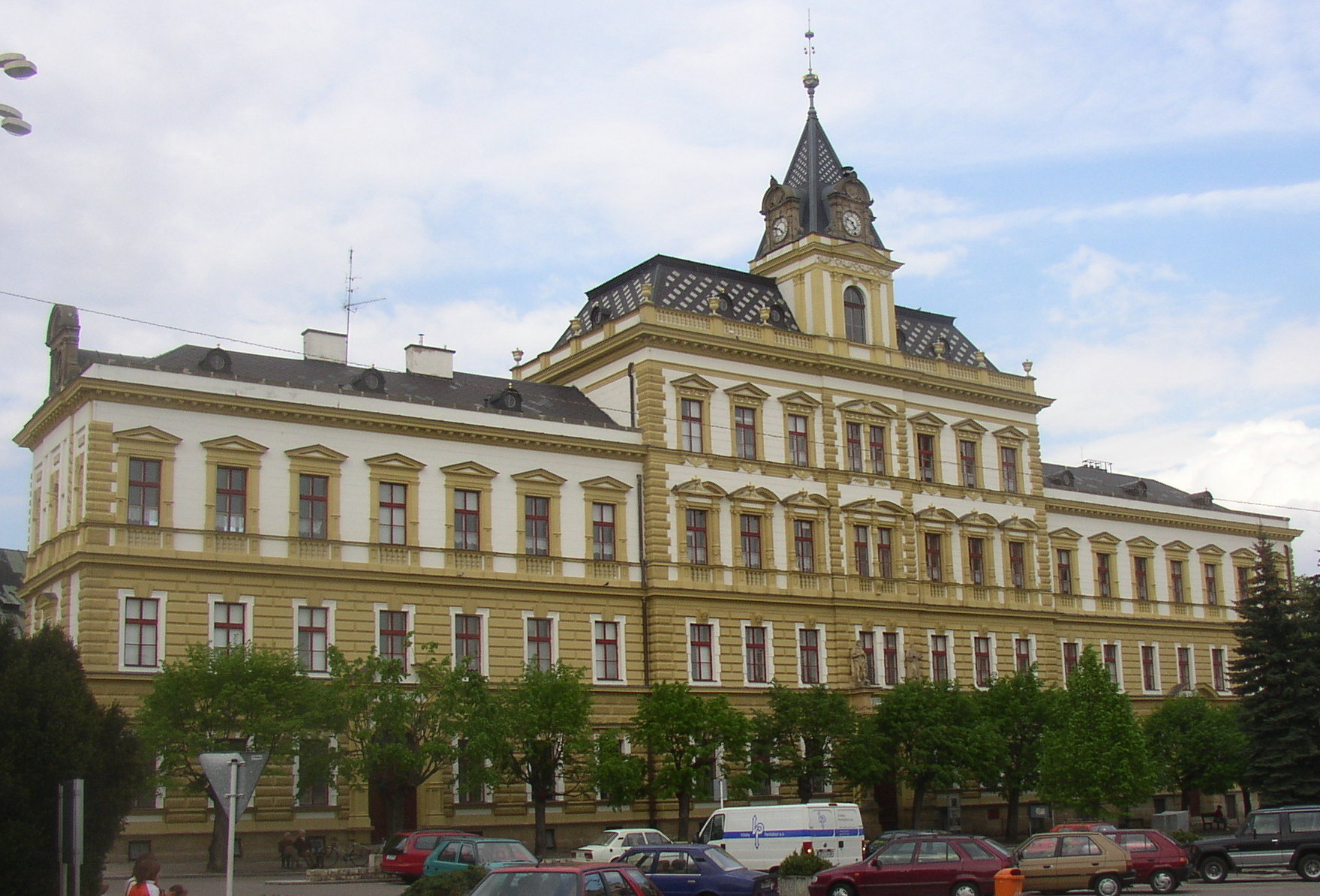
Budova přeloučské školy - lípa v pravé části snímku stojí na místě bývalého pomníku

Tzv. Přeloučský tank se účastnil druhé světové války, posléze byl součástí pomníku osvobození v Přelouči a dnes je znovuzprovozněným exponátem vojenského muzea v Lešanech.

## Aktivní služba
Exemplář těžkého tanku IS-2 resp. jeho nejstarší verze původně nazývané IS-122 byl vyroben v Čeljabinsku na přelomu let 1943 a 1944 pod výrobním číslem IS-122-31221. Se 42. gardovou těžkou brigádou se zúčastnil Ostravské operace a poté byl i s jednotkou vyslán společně s 1. československou samostatnou tankovou brigádou na pomoc Praze. Byl jedním z osmi tanků, které 42. brigáda zapůjčila 1. československé na slavnostní přehlídku konanou 17. 5. 1945 v Praze. Tanky při ní řídili sovětští vojáci, českoslovenští tvořili "viditelnou" část posádky. Poté se staly základem praporu těžkých tanků poválečné Československé armády konkrétně tento pod evidenčním číslem 73704. Na věži nesl jedno z čísel z rozmezí 112 - 120. Již od roku 1945 ale stál poškozený v Autozbrojovce AZ-1 v Přelouči, kde se v roce 1949 dočkal vyřazení.

## Součást pomníku v Přelouči

### 1950
V roce 1950 obdržel opět označení Rudé armády v podobě rudé hvězdy s číslem 121 a v květnu byl k pátému výročí osvobození umístěn v Přelouči na tehdejším náměstí Rudé armády (dnes Masarykovo náměstí). Zaujal čestné místo na kamenném podstavci přímo před hlavním vstupem do budovy staré školy uprostřed horní podélné strany náměstí. 

### 1968 - 1969
První snahy o jeho odstranění proběhly již během okupace roku 1968, kdy se tank stal pro řadu místních občanů bezděky jejím symbolem. Odstranění slíbil národní výbor, ovšem slib nesplnil. 25. 8. 1968 došlo i k amatérskému pokusu provést to za pomoci koňského spřežení. V téže době byl nejprve opatřen nápisem Lenine probuď se Brežněv se zbláznil, na jaře 1969 pak hákovými kříži. Po jejich odstranění obdržel nové číslo 357.

### 1990
V roce 1990 se stal tank opět ze stejných důvodů stal předmětem kontroverzí a mj. byl opatřen nápisem Já chci dolů čímž poněkud připomíná osudy pražského tanku číslo 23. Ten je shodou okolností modernější verzí stejného typu. Nakonec byl přeloučský tank za pomoci těžké vojenské techniky snesen a podstavec zbourán. Na jeho místě nyní roste lípa a stojí pomník Tomáše Garrigue Masaryka. Pamětní deska s nápisem Rudé armádě osvoboditelce 1945 byla přenesena na místní hřbitov mezi válečné hroby Ludevíta Chorváta a Vasilije Vladimiroviče Tromova.

## Součást expozice VHÚ
Stroj byl po snesení a domluvě s tehdejším ředitelem Leteckého muzea Kbely Vladimírem Remkem odvezen do jeho depozitáře. Později se dostal do sbírek Vojenského historického ústavu Praha a stal se součástí expozice věnované Ostravské operaci ve Vojenském technickém muzeu v Lešanech. V této expozici byl po roce 2010 nahrazen strojem pocházejícím z pomníku v Kroměříži, v Novém Jičíně opět zprovozněn a v roce 2014 při příležitosti sedmdesátého výročí představen veřejnosti v rámci Tankového dne.